# Mine d'Oyou Tolgoï
La mine d'Oyou Tolgoï, en mongol : Оюу Толгой, (colline de Turquoise) est une mine à ciel ouvert et souterraine de cuivre et d'or, située dans le désert de Gobi dans la province de Ömnögovi en Mongolie. Elle appartient pour 66 % à en:Turquoise Hill Resources, nouveau nom du groupe minier canadien Ivanhoe depuis son accord de financement par Rio Tinto, et pour 34 % au gouvernement mongol. Sa mise en fonctionnement a nécessité un investissement initial de 4,6 milliards de $. C'est ainsi le plus grand projet économique du pays. Il devrait représenter en 2020 près de 30 % de son PIB. 
Sa production devait commencer en janvier 2013. La production était attendue à partir de 2020 à 450 000 tonnes de cuivre et 330 000 onces d'or par an.
Cependant des conflits entre Rio Tinto et le gouvernement mongol ont émergé sur le partage des profits et sur l'exportation des capitaux issus de l'exploitation ainsi que sur des risques de pollution de la nappe phréatique,. 
L'attribution de l'exploitation de la mine à Rio Tinto par le gouvernement mongol est aussi au centre d'une enquête pour corruption.
En mars 2023, la mine est finalement inaugurée.